# Дарьевская сельская община
Дарьевская сельская община (укр. Дар'ївська сільська громада) — территориальная община в Херсонском районе Херсонской области Украины. Создана в ходе административно-территориальной реформы в 2019 году на территории Белозёрского и Бериславского района путём объединения Лиманского, Дарьевского, Ингулецкого, Никольского, Токаревского, Фёдоровского сельских советов. Всего община включила 15 сёл. Своё название община получила от названия административного центра, где размещены органы власти — село Дарьевка.

## Населённые пункты
В состав общины входят сёла Дарьевка — 12296 жителей, Ингулец — 2047 жителей, Заречное — 82 жителя, Ясная Поляна — 39 жителей, Никольское — 2575 жителей, Понятовка — 1110 жителей, Токаревка — 1354 жителя, Ивановка — 725 жителей, Новотягинка — 692 жителя, Фёдоровка — 1222 жителя, Ульяновка — 551 житель, Лиманец — 896 жителей, Ветровое — 170 жителей, Ингуловка — 274 жителя, Чайкино (Херсонская область) — 586 жителей.

## История общины
В июле 2020 года Белозёрский район в рамках административно-территориальной реформы был упразднён, Бериславский район был укрупнен и община вошла в состав Херсонского района.
С марта по ноябрь 2022 года община находилась под контролем российских войск в результате вторжения России на Украину.

## Органы власти
Председатель общины — Иван Иванович Корень.